# Ooltewah
Ooltewah é uma Região censo-designada localizada no estado norte-americano de Tennessee, no Condado de Hamilton.

## Demografia
Segundo o censo norte-americano de 2000, a sua população era de 5681 habitantes.

## Geografia
De acordo com o United States Census Bureau tem uma área de
19,8 km², dos quais 19,8 km² cobertos por terra e 0,0 km² cobertos por água. Ooltewah localiza-se a aproximadamente 337 m acima do nível do mar.

## Localidades na vizinhança
O diagrama seguinte representa as localidades num raio de 16 km ao redor de Ooltewah.